# Дуваров, Василий Ильич
Василий Ильич Дуваров (1928—2004) — советский государственный деятель и организатор производства, директор Ростовского электровозоремонтного завода (1974—1978) и Новочеркасского электровозостроительного завода (1978—1987).

## Биография
Родился 30 января 1928 года в станице Бессергеневская, Октябрьском районе, Шахтинско-Донецкий округ, Северо-Кавказский край (ныне Ростовская область), РСФСР в крестьянской семье.
С 1943 года начал трудовую деятельность токарем на Новочеркасском машиностроительном заводе имени А. А. Никольского. С 1947 по 1953 годы по комсомольскому набору служил в рядах Военно-морского флотаи на Черноморском флоте, учился в учебном отряде Николаевской школы связи. В 1948 году В. И. Дуваров был направлен для дальнейшего прохождения службы в дивизию подводных лодок, базировавшуюся в городе Поти. В 1951 году после окончания курсов мичманов В. И. Дадурову было присвоено звание младшего лейтенанта, и в 1952 году он откомандировывается на Николаевский судостроительный завод в качестве военного представителя по приемке новопостроенных кораблей. В 1953 году лейтенант флота В. И. Дадуров был уволен из вооружённых сил в связи сокращением штатов. 
С 1958 года после окончания  Новочеркасского политехнического института работал инженером-электронщиком на НМЗ имени А. А. Никольского. С 1959 по 1974 годы работал на Новочеркасском электровозостроительном заводе — старшим мастером, заместителем начальника и начальником цеха, заместителем директора завода по производству. С 1969 по 1972 годы одновременно работал на профсоюзной работе — 
председатель комитета профсоюза завода. 
С 1974 года на руководящей работе — с 1974 по 1978 годы — директор Ростовского электровозоремонтного завода имени В. И. Ленина. С 1978 по 1987 годы — директор Новочеркасского электровозостроительного завода, за время его руководства заводом на магистрали страны были поставлены самые мощные в мире электровозы ВЛ84 и ВЛ85 для эксплуатации в условиях Сибири, была закончена поставка электровозов Sr1 в Финляндию, разработан проект и выполнен заказ на поставку электровозов ET42 в Польшу, подготовлен выпуск электровоза 8G для КНР.  Достижения завода были отмечены престижной международной наградой «Золотой Меркурий», а десятки работников удостоены правительственных наград. Под руководством В. И. Дуварова развивалась и социальная сфера: жилой фонд увеличился вдвое, строились базы отдыха на реке Дон и на берегу Чёрного моря, построена школа на 1200 мест, детские сады, поликлиника и детская больница в Новочеркасске.
Помимо основной деятельности В. И. Дуваров неоднократно избирался депутатом Ростовского областного и Черкасского городского Советов народных депутатов.
Умер 18 июня 2004 года в Новочеркасске.

## Награды
- Орден Трудового Красного Знамени
- Два Ордена Знак Почёта
- Медаль «За трудовое отличие»
- Четыре Золотые медали ВДНХ